# Aubrey Coleman
Aubrey Coleman (ur. 2 lutego 1888, zm. 17 listopada 1943) – brytyjski zapaśnik walczący w stylu wolnym. Olimpijczyk z Londynu 1908, gdzie zajął piąte miejsce w wadze średniej.
Mistrz kraju w 1909 roku. 

## Letnie Igrzyska Olimpijskie 1908
| Konkurencja      | Rundy eliminacyjne    | Rundy eliminacyjne    | Klas. końcowa |
| Konkurencja      | 1/8                   | 1/4                   | Miejsce       |
| ---------------- | --------------------- | --------------------- | ------------- |
| 73 kg styl wolny | Arthur Wallis (GBR) Z | Stanley Bacon (GBR) P | 5.            |